# Airport 80 - Concorde
Airport 80 - Concorde (engelska: The Concorde ... Airport '79) är en amerikansk katastroffilm från 1979 i regi av David Lowell Rich.
Filmen är den tredje uppföljaren till Airport - flygplatsen (1970), efter Katastroflarm (1974) och Haveriplats: Bermudatriangeln (1977).

## Handling
Ett Concorde-flygplan utsätts för en rad mystiska attacker på resan från USA via Paris till Moskva.

## Rollista i urval
- Alain Delon - kapten Paul Metrand
- Susan Blakely - Maggie Whelan
- Robert Wagner - Kevin Harrison
- Sylvia Kristel - Isabelle
- George Kennedy - kapten Joe Patroni
- Eddie Albert - Eli Sande
- Bibi Andersson - Francine
- Charo - Margarita
- Andrea Marcovicci - Alicia Rogov
- Martha Raye - Loretta
- Cicely Tyson - Elaine Gilbert
- Jimmie Walker - Boisie Girard
- David Warner - Peter O'Neill
- Mercedes McCambridge - Nelli
- Sybil Danning - Amy Sande
- Monica Lewis - Gretchen Carter
- Nicolas Coster - dr Harold Stone
- Ed Begley Jr. - räddningsledare